# Bernhard Glück
Bernhard Glück (ook wel Glücklift genoemd) is een 1,2 kilometer lange stoeltjeslift in het Ahrntal bij Sand in Taufers in Italië. De stoeltjeslift behaalt een snelheid van 18 kilometer per uur, en kan in totaal 1667 personen per uur vervoeren.
De stoeltjeslift is in 1996 gebouwd door de firma Agamatic, en is gelegen aan zowel rode als blauwe pistes.
Alm Express · Bernhard Glück · Seenock · Skischulenbahn · Sonnklar · Speikboden